# 官垱镇 (安乡县)
官垱镇，是中华人民共和国湖南省常德市安乡县下辖的一个乡镇级行政单位。

## 行政区划
官垱镇下辖以下地区：
窑垸社区、永兴村、永安村、安官渡村、新建村、团结村、穆安村、新乐村、胡家村、晌水窑村、五斗窑村、紫金渡村、兴隆村和官垱村。